# Mykoła Otreszko-Arski
Mykoła Otreszko-Arski, ukr. Микола Отрешко-Арський (ur. 1900, zm. 29 lipca 1986 w USA) – ukraiński wojskowy, współpracownik Sonderstab „R”, a następnie oficer 1 Dywizji Ukraińskiej Armii Narodowej podczas II wojny światowej, emigracyjny działacz i publicysta narodowy.
W latach 1919–1920 służył w 1 Sotni Konnej im. Maksyma Żeleźniaka Pułku Konnego Czarnych Zaporożców Armii Czynnej Ukraińskiej Republiki Ludowej. Brał udział w I Marszu Zimowym. Doszedł do stopnia majora. Na emigracji zamieszkał w Paryżu. Był autorem artykułów dotyczących okresu wojny o niepodległość Ukrainy. W 1942 r. został współpracownikiem Sonderstab „R” gen. Borisa A. Smysłowskiego. Odznaczono go Żelaznym Krzyżem. Na pocz. 1945 r. został starsziną 1 Dywizji Ukraińskiej Armii Narodowej gen. Pawło Szandruka. Po zakończeniu wojny wyjechał do USA. Stanął na czele Stowarzyszenia Żołnierzy Ukraińskich w Ameryce. Był członkiem Towarzystwa Podolan przy Ukraińskiej Wolnej Akademii Nauk w USA.